# Canis lupus mogollonensis
Canis lupus mogollonensis és una subespècie extinta del llop (Canis lupus). El seu nom científic prové de la cultura mogollon d'Arizona i Nou Mèxic. Era de mida petita-mitjana: lleugerament més petit que Canis lupus monstrabilis, però més gros que Canis lupus baileyi. Es trobava a Arizona i Nou Mèxic (els Estats Units). Es va extingir l'any 1935.